# Макдермотт (Огайо)
Макдермотт (англ. McDermott) — переписна місцевість (CDP) в США, в окрузі Сайото штату Огайо. Населення — 308 осіб (2020).

## Географія
Макдермотт розташований за координатами 38°49′55″ пн. ш. 83°3′37″ зх. д. / 38.83194° пн. ш. 83.06028° зх. д. (38.832013, -83.060204).  За даними Бюро перепису населення США в 2010 році переписна місцевість мала площу 1,50 км², з яких 1,50 км² — суходіл та 0,00 км² — водойми.

## Демографія
Згідно з переписом 2010 року, у переписній місцевості мешкали 434 особи в 156 домогосподарствах у складі 111 родини. Густота населення становила 289 осіб/км².  Було 173 помешкання (115/км²).
Расовий склад населення:
| - 98,6 % — білих |

До двох чи більше рас належало 1,4 %. Частка іспаномовних становила 0,2 % від усіх жителів.
За віковим діапазоном населення розподілялося таким чином: 25,6 % — особи молодші 18 років, 57,3 % — особи у віці 18—64 років, 17,1 % — особи у віці 65 років та старші. Медіана віку мешканця становила 38,9 року. На 100 осіб жіночої статі у переписній місцевості припадало 96,4 чоловіків;  на 100 жінок у віці від 18 років та старших — 95,8 чоловіків також старших 18 років.
За межею бідності перебувало 35,5 % осіб, у тому числі 46,1 % дітей у віці до 18 років та 0,0 % осіб у віці 65 років та старших.
Цивільне працевлаштоване населення становило 195 осіб. Основні галузі зайнятості: мистецтво, розваги та відпочинок — 26,7 %, виробництво — 16,9 %, освіта, охорона здоров'я та соціальна допомога — 12,3 %, будівництво — 9,7 %.